# Seheperenre
Seheperenre je bil faraon iz  Štirinajste egipčanske dinastije, ki je vladal v drugem vmesnem obdobju Egipta. Egiptologa Kim Ryholt in Darrell Baker trdita, da je bil 22. faraon iz te dinastije, medtem ko ga Jürgen von Beckerath šteje za 17. faraona iz te dinastije. Vladal je verjetno iz Avarisa v vzhodnem, morda tudi zahodnem delu Nilove delte.

## Dokazi
Seheferenre, Nehesi, Nebsenre in  Merdžefare so edini nesporni faraoni Štirinajste dinastije, ki niso dokazani samo na Torinskem seznamu kraljev, sestavljenem v zgodnjem ramzeškem obdobju. Seheferenre je dokazan na enem samem skarabejskem pečatniku z njegovim imenom.  Pečatnik neznanega porekla je zdaj v  Ashmolovem muzeju.

## Kronološki položaj
Seheperenrejev relativni položaj v Štirinajsti dinastiji je dokaj zanesljivo določen s Torinskim seznamom kraljev. Na seznamu je omenjen v 16. vrstici 9. kolone (Gardinerjev vnos 8.16). Po najnovejšem Ryholtovem tolmačenju Torinskega seznama je vladal dva meseca in en do pet dni. V prejšnji Gardinerjevi študiji seznama naj bi vladal dve leti. Njegov predhodnik je bil faraon z delno izgubljenim imenom "[...]re", naslednik  pa faaon Džedherevre.
Na pečatu je spiralen vzorec, značilen za obdobje od Dvanajste do Štirinajste dinastije, ki verjetno potrjuje njegov relativni položaj in datiranje.  
Seheperenrejev absolutni kronološki položaj je sporen. Po mnenju egiptologov Kima Ryholta in Darrella Bakerja je bil 22. faraon Štirinajste dinastije. Ryholtova rekonstrukcija zgodnje Štirinajste dinastije je za Manfreda Bietaka, Jürgena von Beckeratha in več drugih egiptologov sporna. Slednji so prepričani, da se je dinastija začela malo pred Nehesijem okoli leta 1705 pr. n. št. in ne okoli leta 1805, kot trdi Ryholt. V tem primeru bi bil Seheperenre 17. faraon Štirinajste dinastije.